# 구랑공원
구랑공원(九郞公園, Gurang Park)은 대한민국 부산광역시에 있는 스포츠 시설이다. 인조잔디 필드가 갖춰진 경기장이며, 2014년에 준공되었다.

## 참고 문헌
- “강서구 공공체육시설 현황”. 강서구청.
- 《2023 전국 공공체육시설 현황 (2022년 12월말 기준)》. 대한민국 문화체육관광부. 2024.